# Hofschaft

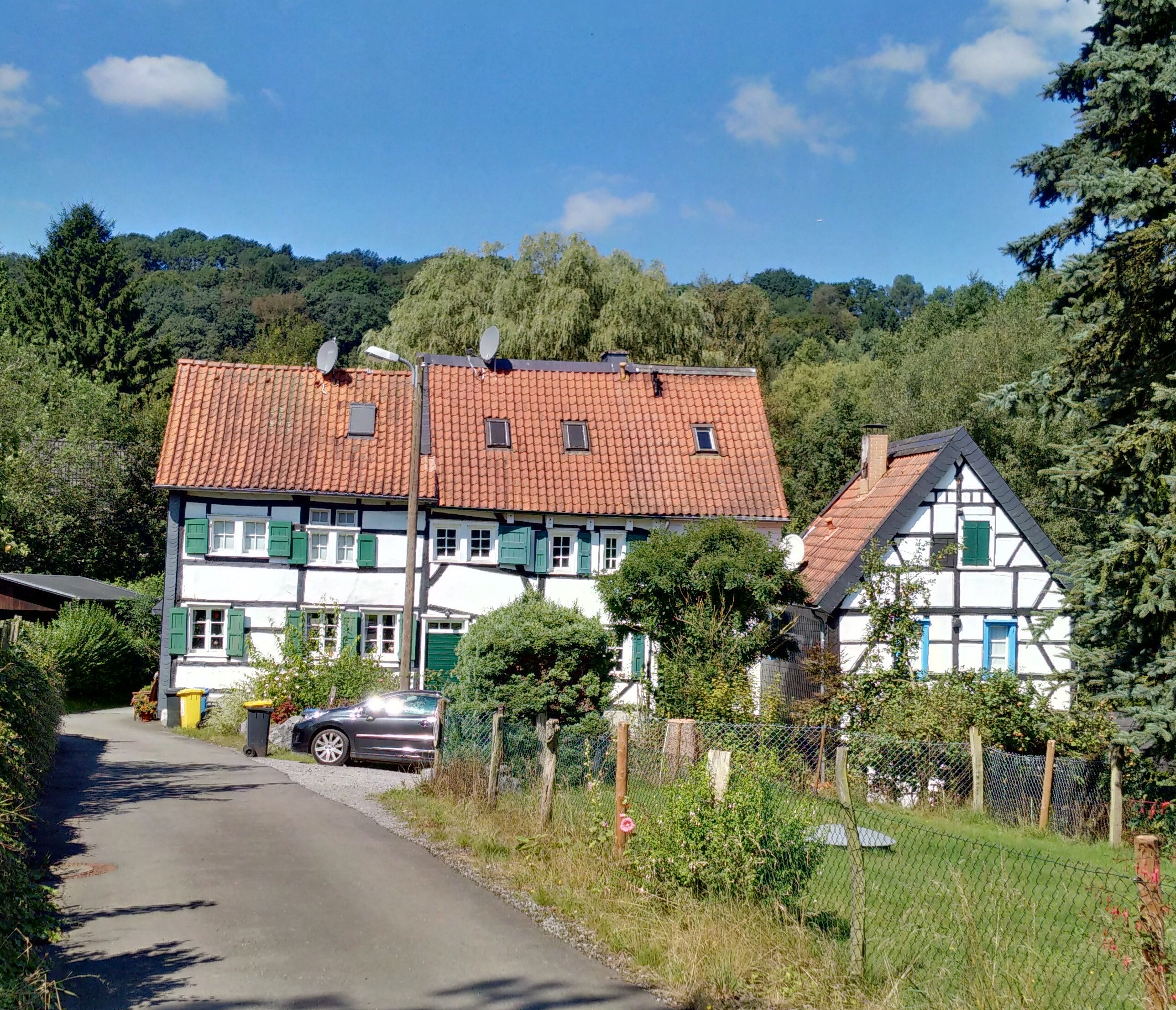
Hofschaft in Solingen

Eine Hofschaft ist eine weilerähnliche Ansammlung von Gebäuden, die aus einer Mischung von Wohn- und Wirtschaftsgebäuden besteht, der jedoch im Gegensatz zum Dorf die Sozialeinrichtungen wie Kirche, Schule und Geschäfte fehlen. Typisch für Hofschaften sind die Nebengebäude zu den Wohngebäuden sowie die direkt anschließenden Gärten.
Der Begriff ist seit spätestens 1494 verbürgt, heute jedoch fast nur noch im Bergischen Land üblich.
In aller Regel haben Hofschaften wegen ihrer geringen Größe keine eigenen Straßennamen. Stattdessen wird der Name der Hofschaft als Straßenname verwendet. Wenn Hofschaften im Laufe der Zeit gewachsen sind und mehrere Straßen haben, wird häufig für alle Straßen derselbe Name verwendet.